# Kós András

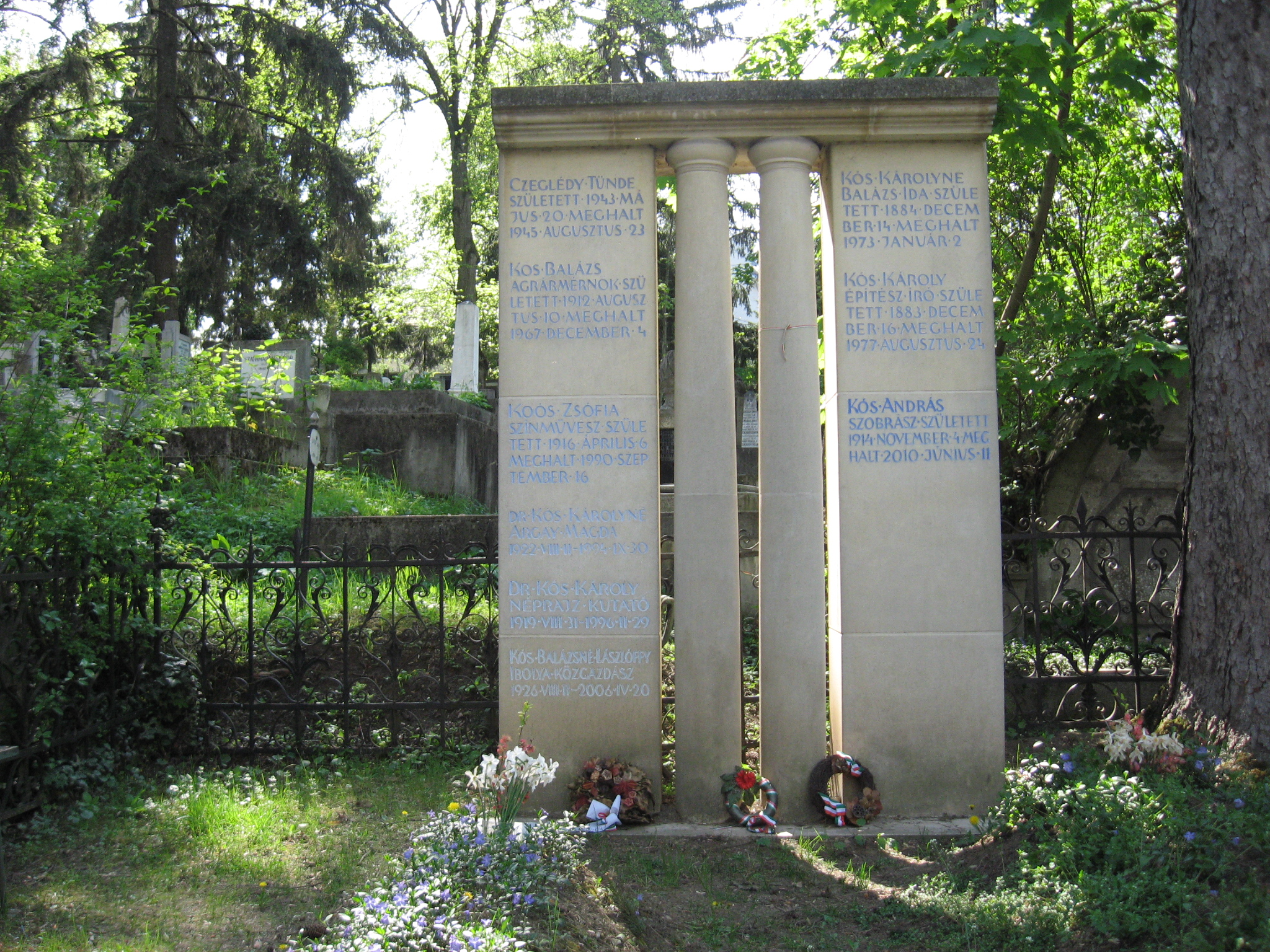
Családi sírja a Házsongárdi temetőben

„A művészet nem tudomány, és nem is elsősorban az észhez szól. Ha nem jut el a lélekhez, nem igazi művészet, hiszen az alkotó sajátmagát, érzelmeit, elképzeléseit, lelkét viszi bele az alkotásba, a lélek pedig hamarabb megérez dolgokat – vallja Kós András. És ez a művészetének a lényege is: a lélektől a lélekig ható üzenet, amelyben benne foglaltatik az egyénnek és egy egész közösségnek a múltja, jelene és jövője. Kós András szobrai úgy korszerűek, hogy időtlenek, és úgy egyediek, hogy egyben általánosak is. Magukon hordozzák, mintegy szublimálják annak a közösségnek a legfontosabb jegyeit, jellemzőit, sajátosságait, amelyből vétettek. Korokon, divatokon, irányzatokon felülemelkedve hirdetik az értékteremtő művészet öröklétét.”
Németh Júlia: Kós András, Mentor Kiadó, 2002.

Kós András (Sztána, 1914. november 4. – Kolozsvár, 2010. június 11.) szobrászművész. Kós Károly építész és író fia, Kós Balázs mezőgazdász, Kós Károly néprajzkutató, Koós Zsófia színész testvére Kós Katalin Zsuzsanna apja.

## Életútja
Középiskolai tanulmányait Bánffyhunyadon kezdte (1925–1928), és a kolozsvári Református Kollégiumban végezte (1932), Temesvárt a Szépművészeti Akadémián szerzett rajztanári oklevelet (1938). 1939-ben a kolozsvári Barabás Miklós Céh fiataljainak a kiállításán állított ki, ez volt első kiállítása. 1940-től Kolozsváron lakott, ahol rajztanárként kezdte pályafutását. A második világháború végén hadifogságba került (1948-ig). Színházi díszlettervező Kolozsvárt (1948), a Magyar Színművészeti Intézet rendező szakos tanára (1949), majd a Ion Andreescu Képzőművészeti Főiskola tanszékvezetője nyugalomba vonulásáig (1950–1980). 
Már gyermekkorában saját meséit illusztrálta, és nyomtatta ki apja sztánai műhelyében. Színpadi díszletet tervezett Szentimrei Jenő Csáki bíró lánya c. kalotaszegi balladája és Erkel: Hunyadi László c. operája kolozsvári bemutatójához; elkészítette Tamási Áron Rügyek és reménység c. elbeszéléskötete (1935) és a Versekben tündöklő Erdély c. antológia (1941) címlapját. Művei közül kiemelkedik Bethlen Gábor-szoborterve (1941); kiállításon mutatta be a Bábolnai felkelés (bánpataki mészkő, 1957), Bolyai (bronz, 1965), Apáczai (tölgyfa, 1975), Déryné (körtefa, 1975) és Tótfalusi Kis Miklós (tölgyfa, 1976) fejszobrát.
Újabb szobrairól szólva Gazda József a feszültségek és ellentét-elemek szerepét emelte ki: „Hallatlan energiákat szorít műveibe […] Minden mű a maga nemében kettős egység, s mint ilyen polarizált, ellentétpólusok szelídülnek benne egységgé.”
Vitacikkeiben Az Ima és az Akt c. alatt Constantin Brâncuși és Korondi Jenő művészetét méltatta (Utunk, 1977/48), s a megtámadott Nagy Imre festő védelmére kelt (Utunk 1978/29), Válogassuk meg szavainkat c. tanulmányában pedig saját ars poeticáját fogalmazta meg, leszögezve a művészetkritikusok sürgette európai felzárkózással kapcsolatban: „nem lenne-e kézenfekvőbb itthon kezdeni a fölzárkózást, egyelőre a magunk Európájához: saját magunkhoz, saját eszményeinkhez, saját törekvéseinkhez, Apáczai, Misztótfalusi, Mikes, Kőrösi Csoma Sándor szelleméhez?” (Korunk, 1982/9). Művészetének reprezentatív bemutatására 1990-ben Kolozsvárt, 1991-ben a magyarországi Szentendrén került sor.
Kós Károly gyermekei közül ő halt meg utoljára, 2010. június 15-én kísérték végső nyughelyére, a Házsongárdi temetőbe.

## Kiállítások

### Egyéni kiállítások
- Bukarest 1967
- Kolozsvár 1969, 1979, 1990
- Isztambul 1972
- Szentendre 1991

### Csoportos kiállítások
- Kolozsvár 1939, 1941, 1942, 1943, 1946, 1948, 1949, 1950, 1953, 1955, 1956, 1959, 1960, 1961, 1962, 1964, 1971, 1974, 1976, 1996, 1999
- Budapest 1941, 1943, 1944
- Marosvásárhely 1943, 1997
- Bukarest 1950, 1951, 1953, 1954, 1960, 1963, 1970

Kiállított még a következő városokban: Szentpétervár (1957), Moszkva (1957), Minszk (1958), Varsó (1958), Eastbourne (1973) 

## Díjak, elismerések
- 1942 Magyar Királyi Vallás és Közoktatási Miniszter évi kőszobrászati díja
- 1968 Romániai Képzőművészek Szövetsége szobrászati I. díja
- 1968 Művelődési Érdemrend
- 1999 Pro Cultura Hungarica díj
- 2008 Kincses Kolozsvár Polgára kitüntetés

## Könyve
- Élet és rajz. A szerző illusztrációival. Polis, Kolozsvár, 2004. Újrakiadás: 2023.